# Peritrichia badiipennis
Peritrichia badiipennis är en skalbaggsart som beskrevs av Schein 1959. Peritrichia badiipennis ingår i släktet Peritrichia och familjen Melolonthidae. Inga underarter finns listade i Catalogue of Life.